# ...intanto Dustin Hoffman non sbaglia un film
...intanto Dustin Hoffman non sbaglia un film è l'album in studio d'esordio del cantautore italiano Luca Carboni pubblicato dalla RCA Italiana il 27 gennaio 1984.
Inizialmente l'album viene pubblicato nei formati 33 giri e audiocassetta, mentre nel 1988 uscirà anche su CD.

## Il disco
Il titolo del disco è tratto dall'ultimo verso della canzone Giovani disponibili: tra le tante incertezze che riserva il domani, la frase indica un attimo di evasione, nella consapevolezza che l'attore Dustin Hoffman sia in grado di prendere parte sempre a film di alto livello.
In seguito all'album parte la tournée Luca Carboni Tour 1984.
A dicembre 1983 era già stato pubblicato un 45 giri, contenente sul Lato A Ci stiamo sbagliando e sul Lato B Giovani disponibili. Nel video fanno la loro comparsa i cabarettisti Gemelli Ruggeri.
Le canzoni sono composte da Luca Carboni, tranne Fragole buone buone, la cui musica è dovuta a Gaetano Curreri degli Stadio.
Lo staff di musicisti è composto da alcuni musicisti del gruppo che accompagnava Claudio Lolli (Roberto Costa, Bruno Mariani e Mauro Gherardi), da due componenti degli Stadio (Fabio Liberatori e Gaetano Curreri) e da Ron (che partecipa al disco con il suo vero nome Rosalino Cellamare), Jimmy Villotti e Lucio Dalla (che partecipa al disco usando lo pseudonimo di "Domenico Sputo").
Oltre a Ci stiamo sbagliando, ebbe un ragguardevole riscontro radiofonico anche il brano Fragole buone buone.
Il 22 novembre 2024, l'album viene ripubblicato in vinile 33 giri di colorazione marbled blue transparent con un inserto autografato dall'artista, e in versione CD insieme ad un 45 giri contenente Ci stiamo sbagliando e Giovani disponibili con libretto a 12 pagine.

## Tracce
| #   | Titolo                                                              | Durata |
| --- | ------------------------------------------------------------------- | ------ |
| 01. | Ci stiamo sbagliando • Musica & Testo: Luca Carboni                 | 4:50   |
| 02. | Amando le donne • Musica & Testo: Luca Carboni                      | 4:00   |
| 03. | Li vedi • Musica & Testo: Luca Carboni                              | 3:06   |
| 04. | Fragole buone buone • Musica: Gaetano Curreri • Testo: Luca Carboni | 3:54   |
| 05. | Questa sera • Musica & Testo: Luca Carboni                          | 3:54   |
| 06. | Ma che amore incredibile • Musica & Testo: Luca Carboni             | 4:26   |
| 07. | Ninna Nanna • Musica & Testo: Luca Carboni                          | 3:46   |
| 08. | L'avvenire Carboni • Musica & Testo: Luca Carboni                   | 4:50   |
| 09. | Giovani disponibili • Musica & Testo: Luca Carboni                  | 4:56   |

## Promozione
| Singolo e videoclip  | Data di uscita |
| Ci stiamo sbagliando | 1984           |
| Giovani disponibili  | 1984           |
| Fragole Buone Buone  | 1984           |

## Formazione
- Luca Carboni – voce
- Gaetano Curreri – tastiera, cori, pianoforte
- Bruno Mariani – chitarra elettrica, cori, chitarra acustica
- Rosalino Cellamare – pianoforte, cori
- Fabio Liberatori – tastiera
- Jimmy Villotti – chitarra sintetica
- Roberto Costa – basso, cori, tastiera
- Mauro Gherardi – batteria, percussioni
- Domenico Sputo – sax, cori